# Géza I.

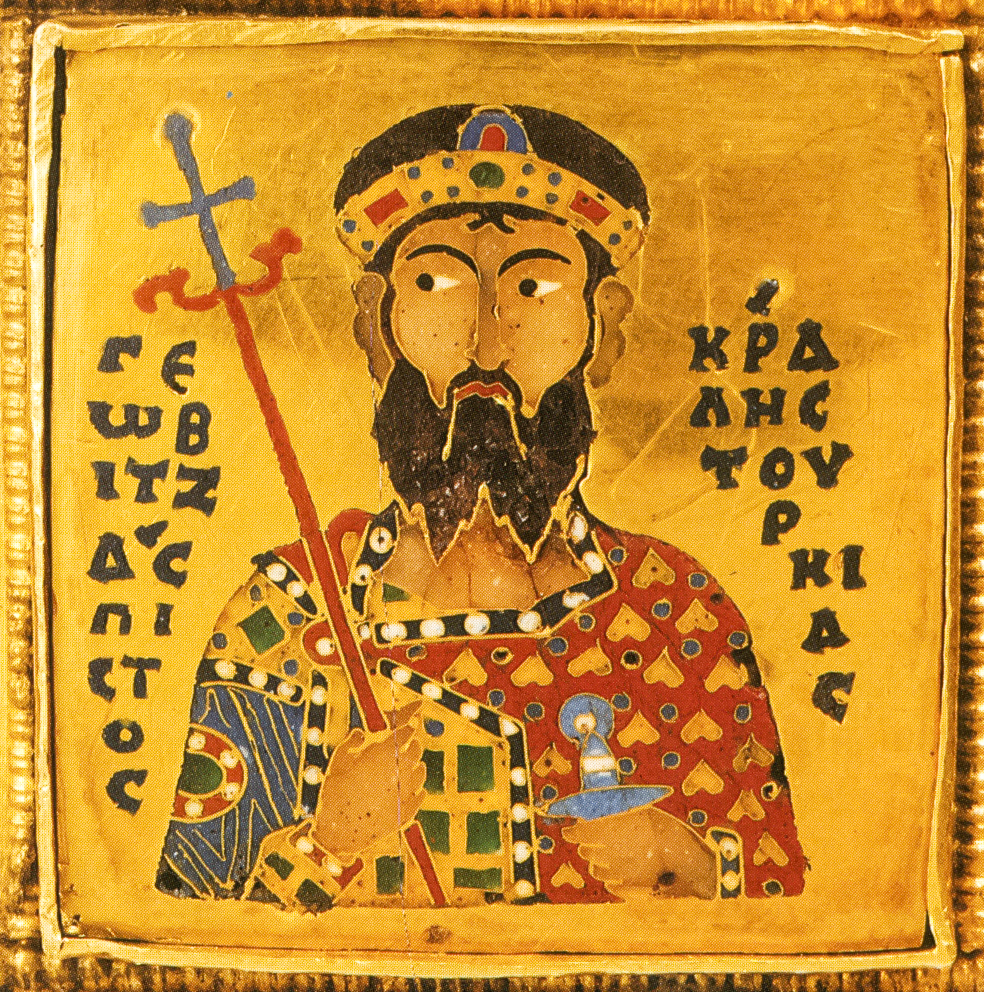
Géza I.

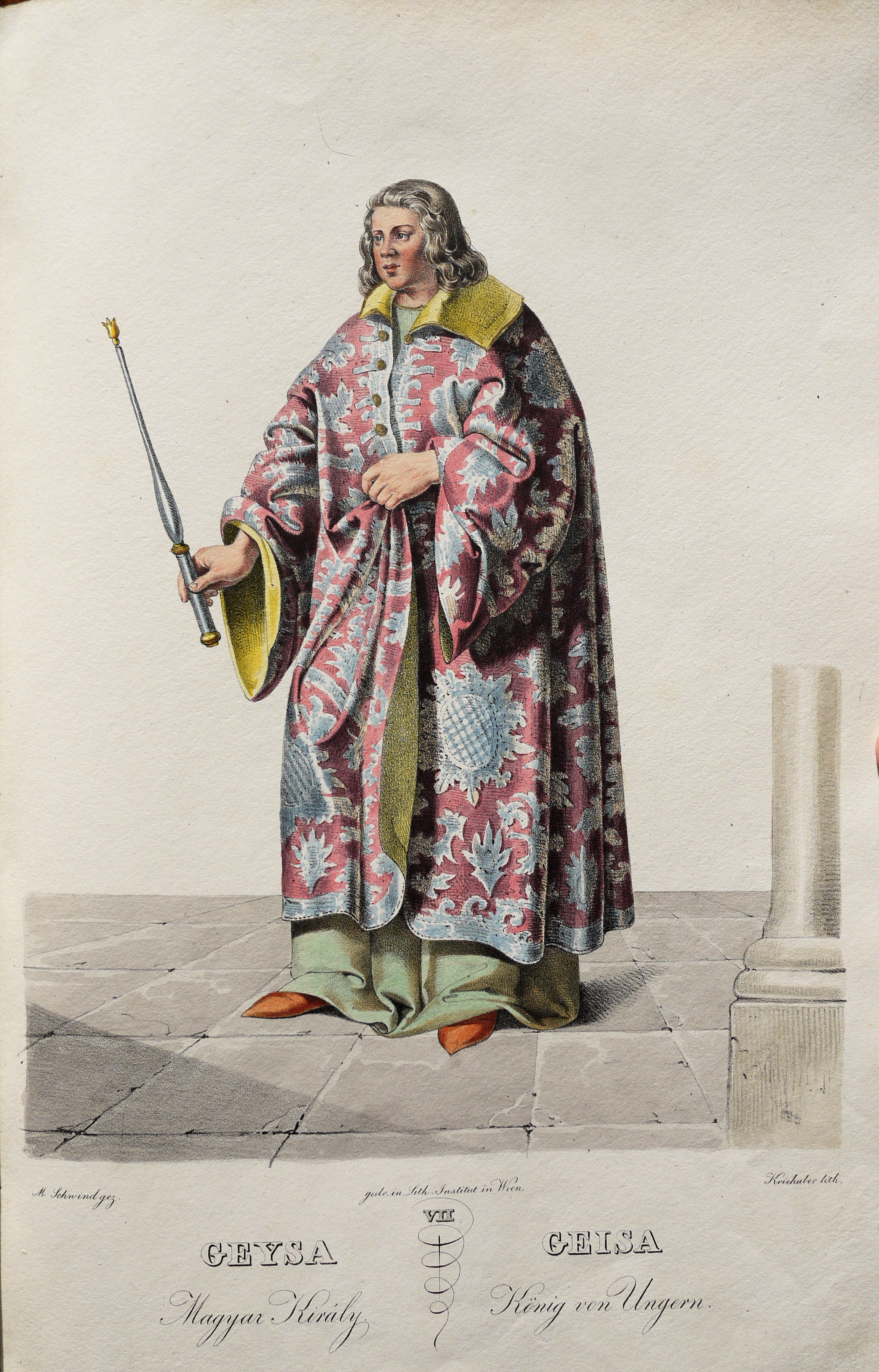
Géza I. Lithographie von Josef Kriehuber nach einer Zeichnung von Moritz von Schwind, ca. 1828

Géza I. (* um 1044 bis 1048; † 25. April 1077) aus dem Geschlecht der Árpáden war Herzog des Herzogtums Nitra (1060 bis 1074) und König von Ungarn (1074 bis 1077). Er war der Sohn von König Béla I. und Ryksa, einer polnischen Prinzessin. Géza wurde während des Aufenthalts seines Vaters in Polen geboren.

## Leben
Mit seinem Vater kehrte Géza 1048 aus Polen zurück. Zuerst widersprachen er und sein Bruder Ladislaus nicht der Krönung ihres Cousins Salomon, doch 1059, nach einem erfolglosen Putsch in Tiszavárkony, mussten die beiden Brüder und ihr Vater nach Polen fliehen. Von da aus griffen sie mit polnischen Truppen erfolgreich Ungarn an und 1061 wurde Béla I. gekrönt.
Nach dem Tod von Béla I. 1063 kehrte der Gegenkönig Salomon mit deutschen Truppen nach Ungarn zurück. Nach Auseinandersetzungen während der Krönung flohen die Brüder nach Polen und kehrten von dort mit Truppen zurück. Nach kurzen Kämpfen erhielt Salomon im Győrer Frieden vom 20. Juni 1064 von Géza und seinen Brüdern Ladislaus und Lambert die ungarische Königswürde zugesichert. Im Gegenzug erkannte Salomon die Herzogtümer Gézas und seiner Brüder an.
Am 11. April krönte Géza eigenhändig Solomon, später wiederholte er diesen Akt in Anwesenheit Heinrich IV., des Kaisers des Heiligen Römischen Reiches in Székesfehérvár.
Die so wiedervereinigte Königsfamilie führte 1071 erfolgreiche Kämpfe gegen die Griechen und die Petschenegen. 1072 gewannen die griechischen Truppen Nándorfehérvár (heute Belgrad) wieder. Géza schied in dieser Zeit aus den Kämpfen im Süden Ungarns aus, um einen Aufstand gegen Salomon vorzubereiten. 1073 kam es zu einer letzten Zusammenkunft der Brüder auf der Graner Insel, bevor im folgenden Jahr Kämpfe zwischen ihnen ausbrachen.
1074 gelang es Géza, die Macht in Zentralungarn zu übernehmen und den Thron zu besteigen. Salomon floh in die westlichen Grenzgebiete, von wo er erfolglos versuchte, die Herrschaft zurückzugewinnen. Er bat Heinrich IV. um Hilfe, doch auf Betreiben von Papst Gregor VII. griff der Kaiser nicht ein. Papst Gregor VII. beauftragte Géza am 23. März 1075 demonstrativ Ungarn zu beschützen, während er Heinrich am 22. Februar 1076 exkommunizierte.
Als König erkannte Géza den byzantinischen Kaiser Michael VII. an. Géza I. starb bereits am 25. April 1077. Seine Nachfolge trat sein Bruder Ladislaus I. an.
Géza hatte zwei Kinder von seiner ersten Frau Sophie von Looz, darunter Koloman, den späteren König. Gézas zweite Frau war Synadene von Byzanz, die Nichte des griechischen Feldherren und späteren Kaisers Nikeforos Botaneiates.